# Классик Суд Ардеш 2025
25-й выпуск  Классик Суд Ардеш — шоссейной однодневной велогонки по дорогам французского департамента Ардеш. Гонка прошла 1 марта 2025 года в рамках ПроСерии UCI 2025 (категория 1.Pro). Победу одержал французский велогонщик Ромен Грегуар.

## Участники
В гонке приняло участие 23 команды.
| UCI WorldTeams (13)- UAE Team Emirates XRG - Team Visma \| Lease a Bike - Soudal Quick-Step - Lidl-Trek - Groupama-FDJ - Decathlon AG2R La Mondiale Team - EF Education-EasyPost - Movistar Team - Intermarché-Wanty - Team Picnic-PostNL - Cofidis - Arkéa-B&B Hotels - XDS Astana Team UCI ProTeams (6)- Tudor Pro Cycling Team - Lotto - Israel-Premier Tech - Team TotalEnergies - Q36.5 Pro Cycling Team - Unibet Tietema Rockets UCI Continental Teams (4)- Saint Michel-Preference Home-Auber 93 - Van Rysel-Roubaix - CIC U Nantes - Nice Métropole Côte d'Azur |
| |

## Маршрут
Маршруты двух знаменитых полуклассических гонок — Faun-Ardèche Classic 2025 и Faun Drôme Classic 2025 — были официально представлены. Эти две трансальпийские полуклассические гонки категории UCI 1.Pro, вместе образуют двухдневный Boucles Drôme Ardèche.
Ардèche Classic, как и прежде, началась и закончилась в Гильеранде-Гранже. Участники преодолели 3000 метров положительного перепада высот, которые были распределены на 169,5 километрах трассы. Наиболее трудными участками стали восхождения на Монте-де-Сен-Ромен-де-Лерпс, Кот-де-Туло, Мур-дю-Корна и Кот-дю-Валь-Д’Энфер, последний из которых находился прямо в финале гонки.

## Ход гонки
С самого начала дистанции в отрыв ушли семь гонщиков: Йонас Грегаард (Uno-X Mobility), Камиэль Боннеу (Intermarché-Wanty), Батист Пулар (Arkéa-B&B Hotels), Маттео Вершер (TotalEnergies), Ксабье Микель Азпаррен (Q36.5 Pro Cycling), Селестен Гийон (Van Rysel-Roubaix) и Жорис Шоссинан (CIC U Nantes). Их лидерство достигло двух минут, прежде чем к ним присоединилось поле, возглавляемое, в частности, командами UAE Team Emirates XRG и Lidl-Trek.
В предпоследнем подъёме, на участке Сен-Роман-де-Лерп, Фортунато из команды XDS Astana Team предпринял атаку и смог создать небольшой отрыв от соперников. Однако за несколько километров до финиша группа фаворитов настигла гонщика, и гонка должна была завершиться спринтом. К сожалению, финал гонки оказался скомканным из-за ошибок некоторых участников, которые не смогли правильно повернуть на последнем километре дистанции. Именно эта заминка позволила Грегуару стать первым. Тем не менее, Лоренцо Фортунато смог финишировать третьим, а за ним на четвёртой и пятой позициях расположились ещё два представителя команды XDS Astana Team — Клеман Шампуссан и Кристиан Скарони.

## Результаты
| \| Генеральная классификация \| Генеральная классификация \| Генеральная классификация \| Генеральная классификация \| Генеральная классификация \| \| Гонщик \| Гонщик \| Команда \| Время \| \| \| ------------------------- \| ------------------------- \| ------------------------- \| ------------------------- \| ------------------------- \| \| 1-й \| Ромен Грегуар \| Groupama-FDJ \| 4ч 13' 22 \| \| \| 2-й \| Марко Бреннер \| Tudor Pro Cycling Team \| + 3 \| \| \| 3-й \| Лоренцо Фортунато \| XDS Astana Team \| + 3 \| \| \| 4-й \| Клеман Шампуссен \| XDS Astana Team \| + 7 \| \| \| 5-й \| Кристиан Скарони \| XDS Astana Team \| + 7 \| \| \| 6-й \| Маттиас Скельмосе \| Lidl-Trek \| + 10 \| \| \| 7-й \| Хавьер Ромо \| Movistar Team \| + 22 \| \| \| 8-й \| Брэндон Макналти \| UAE Team Emirates XRG \| + 22 \| \| \| 9-й \| Энрик Мас \| Movistar Team \| + 31 \| \| \| 10-й \| Хуан Аюсо \| UAE Team Emirates XRG \| + 41 \| \| |                   |                        |           |
| |                   |                        |           |
| |                   |                        |           |
| Генеральная классификация |                   |                        |           |
| Гонщик | Гонщик            | Команда                | Время     |
| 1-й | Ромен Грегуар     | Groupama-FDJ           | 4ч 13' 22 |
| 2-й | Марко Бреннер     | Tudor Pro Cycling Team | + 3       |
| 3-й | Лоренцо Фортунато | XDS Astana Team        | + 3       |
| 4-й | Клеман Шампуссен  | XDS Astana Team        | + 7       |
| 5-й | Кристиан Скарони  | XDS Astana Team        | + 7       |
| 6-й | Маттиас Скельмосе | Lidl-Trek              | + 10      |
| 7-й | Хавьер Ромо       | Movistar Team          | + 22      |
| 8-й | Брэндон Макналти  | UAE Team Emirates XRG  | + 22      |
| 9-й | Энрик Мас         | Movistar Team          | + 31      |
| 10-й | Хуан Аюсо         | UAE Team Emirates XRG  | + 41      |